# رایانه با دستورهای پیچیده

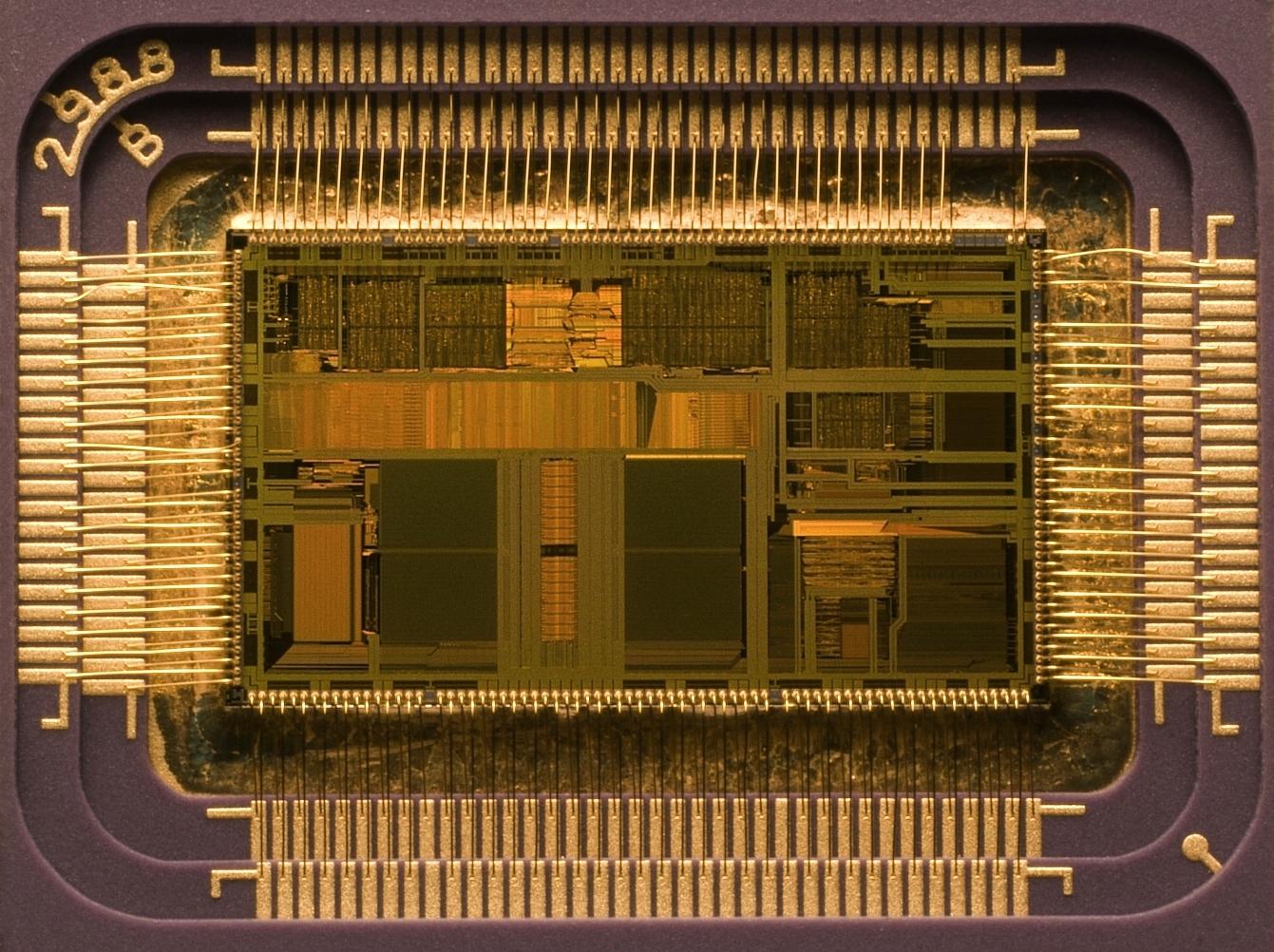
تصویری مربوط به اجزای پیچیده یک رایانه

رایانه با دستورهای پیچیده (به انگلیسی: Complex instruction set computer) با کوته‌نوشت سیسک (به انگلیسی: CISC، ‎/ˈsɪsk/‎)، نوعی معماری رایانه‌ای است که در آن یک دستورالعمل می‌تواند چندین دستورالعمل سطح پایین دیگر را اجرا کند (مانند خواندن از حافظه، عملیات حسابی و ذخیره در حافظه) و/یا می‌تواند دستورالعملی چند مرحله‌ای باشد.این نوع معماری در مقابل معماری رایانه کم دستور (اختصاری RISC) قرار می‌گیرد.
از نمونه ریزپردازنده‌هایی که از این معماری استفاده کرده‌اند می‌توان به ایکس۸۶، موتورولا۶۸کا و واکس اشاره کرد.

## تاریخچه
قبل از فلسفهٔ به وجود آمدن معماری ریسک، خیلی از معماری‌های موجود برای رایانه‌ها طوری طراحی شده بودند که بتوان با آن‌ها و با استفاده از دستورالعمل‌های تکی، برنامه‌نویسی سطح بالا و عملیات‌هایی مانند ایجاد فراخوانی‌ها، کنترل حلقه‌ها و آدرس‌دهی‌های پیچیده را انجام داد. این دستورالعمل‌ها برای افزایش تراکم کد تولید شده به صورت پیچیده‌ای رمزنگاری می‌شدند و همچنین باعث تولید برنامه‌های کوچکتر از نظر حجم می‌شدند که باعث صرفه‌جویی در میزان مصرف دیسک و حافظهٔ اصلی رایانه می‌شد و همچنین سرعت اجرای خوبی نیز داشتند.